# 孫觀琳
孫觀琳（1939年12月17日—），筆名阿玲、海心、一寧，籍貫江蘇南京，香港兒童文學作家，亦為香港兒童文藝協會會員及前會長。

## 生平
孫觀琳大學畢業於上海華東師範大學中國語言文學系，1962年到香港定居並入讀珠海書院文史系至1964年畢業，此後在蘇浙小學任教到1994年，後擔任皇仁書院及香港城市大學專業進修學院普通話導師。

## 作品
- 故事：
  - 《青青的小樹》
  - 《再見林莉》
  - 《闖蕩江湖》